# Heming Shan
Das Heming Shan (chinesisch 鹤鸣山, Pinyin Hèmíng Shān, W.-G. Ho-ming-shan, englisch Crane Cry Mountain – „Kranichgesang-Gebirge“), auch unter dem Namen Huming Shan (鹄鸣山,  Húmíng Shān) bekannt, ist der Ursprungsort des religiösen Daoismus. Er liegt in der Gemeinde Heming (鹤鸣乡) des Kreises Dayi der Unterprovinzstadt Chengdu in der chinesischen Provinz Sichuan, ca. 70 km von Chengdu entfernt. In der Zeit der Östlichen Han-Dynastie begründete Himmelsmeister Zhang Daoling hier die daoistische Schule Fünf Scheffel Reis (Wudoumi dao). 